# Camilla - Un amore proibito
Camilla - Un amore proibito è un film del 1984 diretto da María Luisa Bemberg. Fu candidato all'Oscar al miglior film straniero.
La vicenda della protagonista Camila O'Gorman era stata già portata sullo schermo nel 1909 con l'omonimo film Camila O'Gorman, diretto dall'italo-argentino Mario Gallo.

## Riconoscimenti
- Nomination Oscar al miglior film straniero